# Xã Roseville, Quận Grant, Minnesota
Xã Roseville (tiếng Anh: Roseville Township) là một xã thuộc quận Grant, tiểu bang Minnesota, Hoa Kỳ. Năm 2010, dân số của xã này là 124 người.